# Christus-Kirche (Schwüblingsen)

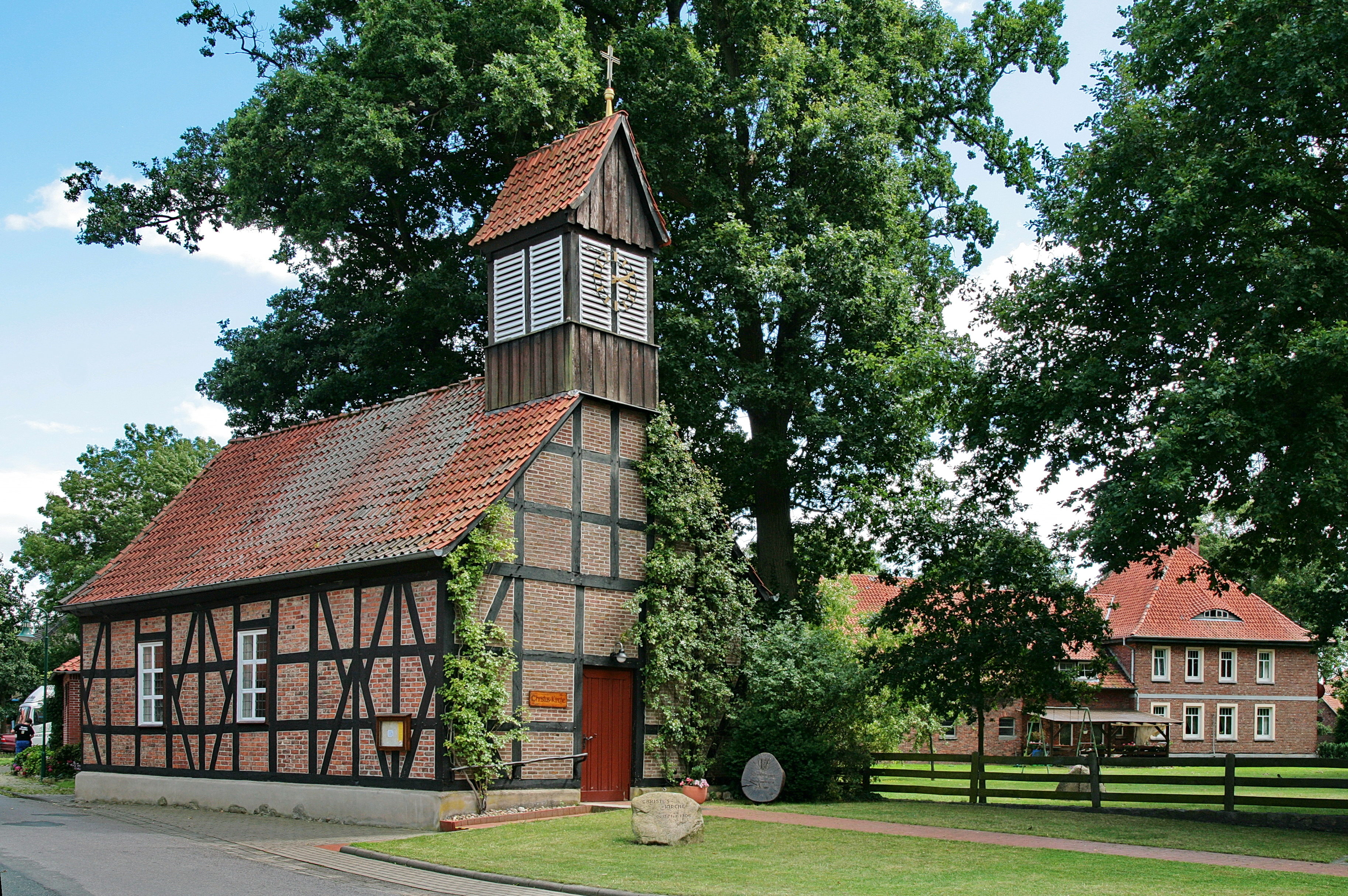
Christus-Kirche

Die evangelisch-lutherische denkmalgeschützte Christus-Kirche steht in Schwüblingsen, einem Ortsteil der selbständigen Gemeinde Uetze in der Region Hannover in Niedersachsen. Die Kirchengemeinde Dollbergen-Schwüblingsen gehört zum Kirchenkreis Burgdorf im Sprengel Hannover der Evangelisch-lutherischen Landeskirche Hannovers.

## Beschreibung
In einer Gründungsurkunde von 1305 verpflichtete sich das Kloster Wienhausen dazu, in Schwüblingsen eine Kapelle zu errichten. Die heutige Fachwerkkirche wurde um 1700 gebaut und um 1960 nach Westen verlängert. Der Dachreiter wurde durch einen Dachturm im Westen ersetzt.
Im Dachturm hängen zwei Kirchenglocken, die eine wurde 1508 von Hinrich Menten gegossen, die andere 1965 von Friedrich Wilhelm Schilling. Das Kirchenschiff mit dem dreiseitigen Schluss des Chors ist mit einem abgewalmten Satteldach bedeckt. Der Innenraum ist mit einer Flachdecke überspannt. An den Längsseiten sind jeweils zwei Rechteckfenster, das rechteckige Portal ist in der Westwand.
Bei der Erweiterung wurde Raum für eine Orgel geschaffen. 1911 war nur ein Harmonium beschafft worden, es wurde 1961 durch eine elektronische Orgel ersetzt. 1992 erfolgte dann der Neubau einer Orgel mit vier Registern in einem Manual und ein angehängtes Pedal durch Rudolf Janke.
Der Flügelaltar vom Anfang des 16. Jahrhunderts hat spätgotische geschnitzte Figuren. Im Zentrum ist Anna selbdritt dargestellt. In den Flügeln sind die zwölf Apostel zweizeilig angeordnet. Die Kanzel ist mit 1711 datiert. Am polygonalen Kanzelkorb sind die Evangelisten mit ihren Erkennungszeichen abgebildet.